# Saint-Nazaire-sur-Charente
Saint-Nazaire-sur-Charente là một xã trong tỉnh Charente-Maritime trong vùng Nouvelle-Aquitaine, tây nam nước Pháp. Xã Saint-Nazaire-sur-Charente nằm ở khu vực có độ cao trung bình 12 mét trên mực nước biển.